# Edale
Edale – wieś w Anglii, w hrabstwie Derbyshire, w dystrykcie High Peak na terenie parku narodowego Peak District. Leży 55 km na północny zachód od miasta Derby i 236 km na północny zachód od Londynu. W 2001 miejscowość liczyła 316 mieszkańców.

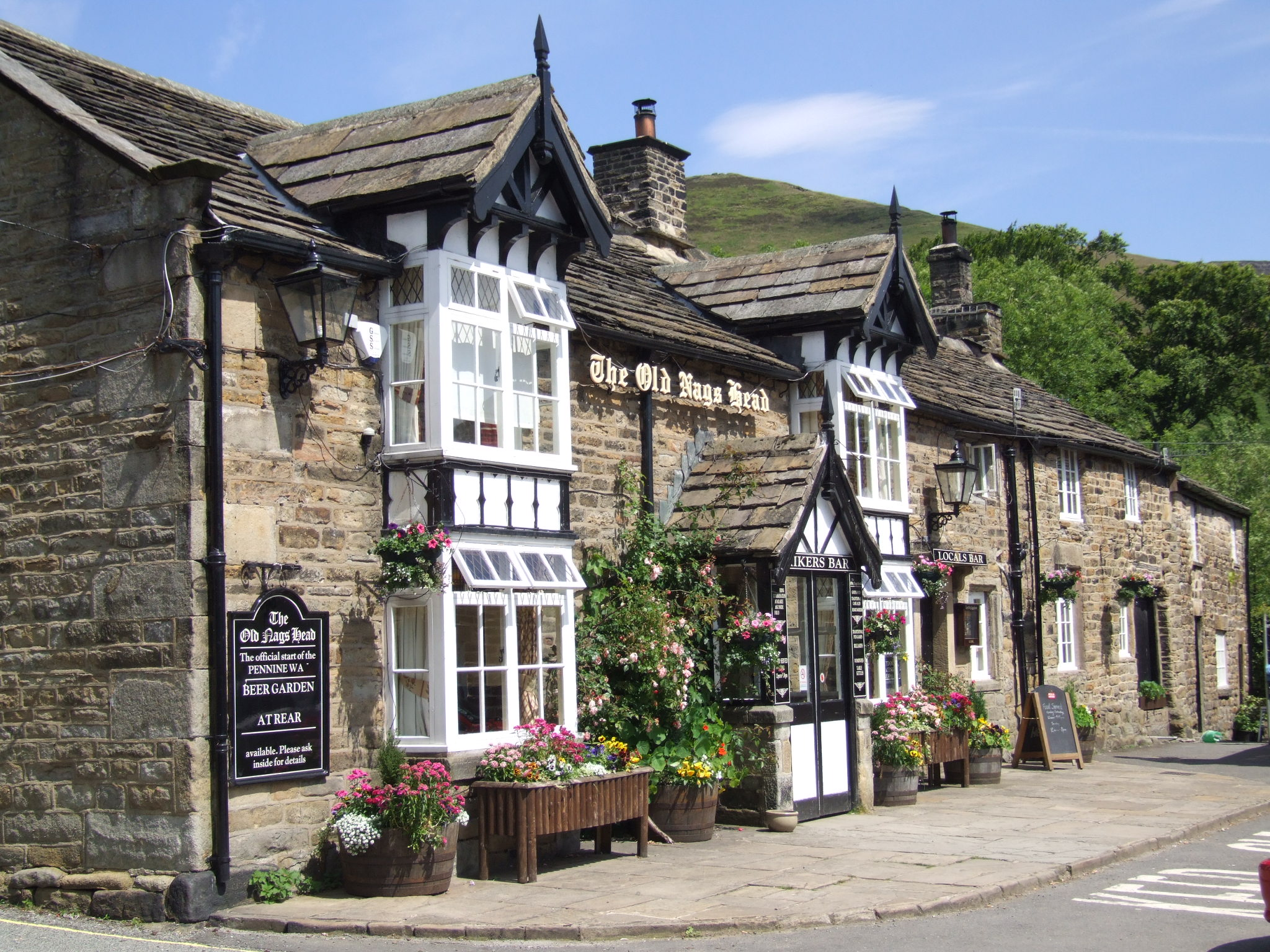
The Old Nags Head

Pierwszy w Wielkiej Brytanii długodystansowy szlak turystyczny (Pennine Way o dł. 431 km) rozpoczyna się w Edale. Oficjalnym punktem startowym szlaku jest pub The Old Nags Head.